# Speleonectidae
Los espeleonéctidos (Speleonectidae) son una familia de crustáceos de la clase Remipedia.